# Earth Observing System
Система наблюдения за Землей (англ. Earth Observing System, EOS) — программа НАСА, включающая серию искусственных спутников и научных приборов на околоземной орбите, предназначенных для долгосрочных глобальных наблюдений за земной поверхностью, биосферой, атмосферой и океанами. Спутники были запущены в 1997 году. Программа является центральным элементом программы NASA Earth Science Enterprise (ESE) .

## Список миссий с датами запуска
| Активная миссия | Завершённая миссия |

| Спутник              | Дата запуска     | Запланированная продолжительность миссии | Дата завершения                   | Стартовая площадка | Агентство     | Описание миссии |
| -------------------- | ---------------- | ---------------------------------------- | --------------------------------- | ------------------ | ------------- | --- |
| ACRIMSAT             | 20 декабря 1999  |                                          | 30 июля 2014                      | Вандерберг         | NASA          | Изучение общей солнечной освещённости |
| ADEOS I              | 17 августа 1996  |                                          | 30 июня 1997                      | Танегасима         | NASA / NASDA  | Изучение рассеяния ветра и картирование озонового слоя                                                                                     |
| ADEOS II (Midori II) | 14 декабря 2002  |                                          | 24 октября 2003                   | Танегасима         | JAXA / NASA   | Мониторинг водно-энергетического цикла как части глобальной климатической системы                                                          |
| ATS-3                | 7 декабря 1966   | 3 года                                   | 1 декабря 1978                    | мыс Канаверал      | NASA          | Наблюдение за погодой |
| ATLAS-1              | 24 марта 1992    |                                          | 2 апреля 1992                     |                    | NASA          | Изучение влияния человека на окружающую среду                                                                                              |
| CHAMP                | 15 июля 2000     | 5 года                                   | 19 сентября 2010                  | Плесецк 132/1      | GFZ           | Атмосферные и ионосферные исследования |
| CRRES                | 25 июля 1990     | 3 года                                   | 12 октября 1991                   | мыс Канаверал      | NASA          | Исследование полей, плазмы и энергетических частиц в магнитосфере.                                                                         |
| DE 1 и DE 2          | 3 августа 1981   |                                          | 28 февраля 1991 и 19 февраля 1983 | Вандерберг         | NASA          | Исследование взаимодействия плазмы в магнитосфере и плазмы в ионосфере.                                                                    |
| ERBS                 | 5 октября 1984   | 2 года                                   | 14 октября 2005                   | мыс Канаверал      | NASA          | Изучение радиационного баланса Земли, стратосферных аэрозолей и газов                                                                      |
| ESSA program         | 1966-1969        |                                          |                                   | мыс Канаверал      | ESSA / NASA   | Фотографирование облачного покрова |
| ERS-1                | 17 июля 1991     |                                          | 10 марта 2000                     | Куру               | ESA           | Измерение скорости и направления ветра, а также параметров океанских волн                                                                  |
| SeaWiFS              | 1 августа 1997   | 1 августа 2002                           | 11 декабря 2010                   | Вандерберг         | GeoEye / NASA | Предоставление количественных данных о биооптических свойствах мирового океана.                                                            |
| TRMM                 | 27 ноября 1997   | 27 ноября 2000                           | 9 апреля 2015                     | Танегасима         | NASA / JAXA   | Мониторинг и изучение тропических дождей                                                                                                   |
| Landsat 7            | 15 апреля 1999   |                                          | 27 сентября 2021                  | Вандерберг         | NASA          | Глобальные изображения земной поверхности                                                                                                  |
| QuikSCAT             | 19 июня 1999     | 19 июня 2002                             | 19 ноября 2009                    | Вандерберг         | NASA / JPL    | Получение глобальных радиолокационных разрезов и приземных векторных ветров[проверить перевод]                                             |
| Terra (EOS-AM)       | 18 декабря 1999  | 18 декабря 2005                          | Действует                         | Вандерберг         | NASA          | Предоставление глобальных данных о состоянии атмосферы, суши и океанов                                                                     |
| NMP/EO-1             | 21 ноября 2000   |                                          | 30 марта 2017                     | Вандерберг         | NASA          | Демонстрация новых технологий и стратегий для улучшения дистанционного зондирования Земли                                                  |
| Jason 1              | 7 декабря 2001   |                                          | 1 июля 2013                       | Вандерберг         | NASA / CNES   | Предоставление информации о скорости и высоте поверхностных течений океана.                                                                |
| Meteor 3M-1/Sage III | 10 декабря 2001  |                                          | 6 марта 2006                      | Байконур           | Роскосмос     | Обеспечивает точные долгосрочные измерения озона, аэрозолей, водяного пара и других ключевых параметров атмосферы Земли.                   |
| GRACE                | 17 марта 2002    |                                          | 27 октября 2017                   | Плесецк            | NASA / DLR    | Измерение среднего и изменяемого во времени гравитационного поля Земли                                                                     |
| Aqua                 | 4 мая 2002       | 4 мая 2008                               | Действует                         | Вандерберг         | NASA          | Сбор информации о воде в системе Земли |
| ICESat               | 12 января 2003   |                                          | 14 августа 2010                   | Вандерберг         | NASA          | Измерение баланса массы ледникового покрова, высоты облаков и аэрозолей, а также топографии суши и характеристик растительности            |
| SORCE                | 25 января 2003   |                                          | 25 февраля 2020                   | мыс Канаверал      | NASA          | Улучшение понимания Солнца |
| Aura                 | 15 июля 2004     | 15 июля 2010                             | Действует                         | Вандерберг         | NASA          | Изучение тенденций в области озона, изменениях качества воздуха и их связи с изменением климата.                                           |
| CloudSat             | 28 апреля 2006   | 28 апреля 2009                           | Действует                         | Вандерберг         | NASA          | Обеспечение первого прямого глобального обзора вертикальной структуры и перекрытия облачных систем, а также их жидкого и ледяного состава. |
| CALIPSO              | 28 апреля 2006   |                                          | Действует                         | Вандерберг         | NASA / CNES   | Улучшение понимания роли аэрозолей и облаков в регулировании климата Земли                                                                 |
| SMAP                 | 31 января 2015   | 31 мая 2018                              | Действует                         | Вандерберг         | NASA          | Измерение поверхностной влажности почвы и состояния замерзания-оттаивания                                                                  |
| OCO-2                | 2 июля 2014      | 2 июля 2019                              | Действует                         | Вандерберг         | NASA          | Обеспечение глобальных измерений содержания двуокиси углерода в атмосфере из космоса                                                       |
| Aquarius             | 10 июня 2011     | 3 года                                   | 17 июня 2015                      | Вандерберг         | NASA / CONAE  | Составление карт пространственных и временных изменений солёности морской поверхности                                                      |
| Landsat 8            | 11 февраля 2013  | 11 февраля 2018                          | Действует                         | Вандерберг         | NASA / USGS   | Глобальные изображения земной поверхности                                                                                                  |
| ICESat-2             | 15 сентября 2018 | 3 года                                   | Действует                         | Вандерберг         | NASA          | Измерение баланса массы ледникового покрова, высоты облаков и аэрозолей, а также топографии суши и характеристик растительности            |
| Landsat 9            | 27 сентября 2021 | 5 лет                                    | Действует                         | Вандерберг         | NASA / USGS   | Глобальные изображения земной поверхности, продолжение программы Landsat                                                                   |

## Примечание
1. ↑  ATS | Science Mission Directorate. science.nasa.gov. Дата обращения: 27 октября 2016. Архивировано 13 мая 2017 года.
2. ↑  Team, Lisa Taylor, Aquarius EPO. NASA Aquarius Mission – Mission Status & Event Report. aquarius.umaine.edu. Дата обращения: 1 февраля 2022. Архивировано 13 марта 2017 года.

## Внешние ссылки
- Домашняя страница EOS в НАСА